# Vérzés
A vérzés a vér elvesztése, a vér kilépése a keringési rendszerből. A vérzés felléphet a testen belül (belső vérzés), azaz a véredényekből szivárgó vér a testen belül marad; illetve külsőleg - akár valamely természetes nyíláson (szájüreg, fül, orr, hüvely, végbélnyílás), akár a bőr sérülésén át. A jelentős vérveszteséget hipovolémiának, a teljes vérmennyiség elvesztését elvérzésnek (exsanguinatio) nevezik. Egy egészséges felnőtt ember a teljes vérmennyiség 10-15%-ának elvesztését képes elviselni komolyabb egészségügyi következmények nélkül. Véradáskor a véradó (donor) vérmennyiségének 8-10%-át veszik le.

## Osztályozása

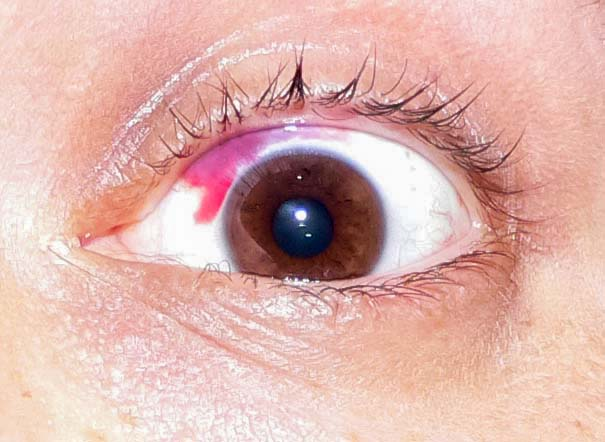
A szubkonjunktivális vérzés gyakori és viszonylag enyhébb komplikációja a lézeres szemműtéteknek.

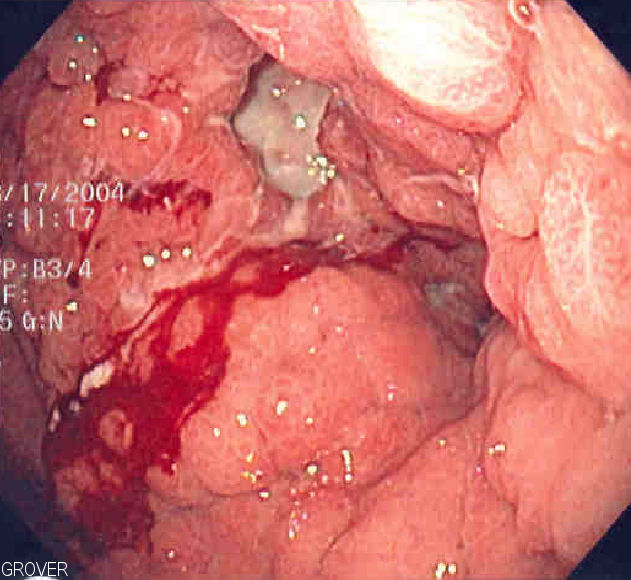
A linitis plastica - egyfajta gyomorrák - endoszkópos képe, melyből vér szivárog.

### Egészségügyi Világszervezet
A WHO egy egységes osztályozási skálát készített a vérzés súlyosságának meghatározására.
WHO egységes osztályzás táblázatban összefoglalva
| Grade 0 | nincs vérzés                                                                     |
| Grade 1 | pontszerű vérzés;                                                                |
| Grade 2 | enyhe vérveszteség (klinikailag jelentős);                                       |
| Grade 3 | nagy vérveszteség, vérátömlesztés szükséges (súlyos);                            |
| Grade 4 | legyengülést okozó vérveszteség; retinális, vagy agyi vérzés; halálos kimenetelű |

### Vérveszteség
Az American College of Surgeons által kidolgozott Advanced Trauma Life Support (ATLS) négy részre tagolja a vérzést.
- I. osztályú vérzés a teljes vérmennyiség 15%-ának elvesztéséig. Általában nincs változás az életjelekben és az esetek többségében nem szükséges folyadékbevitel.
- II. osztályú vérzés a teljes vérmennyiség 15-30%-ának elvesztéséig. A páciens szívverése gyakran felgyorsult, a szisztolés és diasztolés vérnyomások közti különbség beszűkül. A szervezet igyekszik kompenzálni a perifériás érszűkület. A bőr sápadttá, és hideg érintésűvé kezd válni. A betegek viselkedése enyhén megváltozhat. Általában szükséges a folyadékbevitel, élettani sóoldat vagy Ringer-laktát oldat[10] formájában; vérátömlesztés azonban általában nem szükséges.
- III. osztályú vérzés a teljes vérmennyiség 30-40%-ának elvesztéséig. A beteg vérnyomása csökken, a szívverése megemelkedik. A perifériás hipoperfúzió (sokk), úgymint a kapilláris átáramlás rosszabbodik, és a mentális állapot romlik. Vérátömlesztés és folyadékbevitel általában szükséges.
- IV. osztályú vérzés a teljes vérmennyiség +40% elvesztése. A szervezet eléri kompenzációjának határát, agresszív folyadékbevitelre van szükség a halál elkerüléséhez.

Ez a rendszer lényegében megegyezik a hypovolémiás sokk fázisainak osztályozásával.
A kiváló fizikai és érrendszeri formában lévő egyének kompenzációs mechanizmusai hatékonyabbak lehetnek a vérkeringés összeomlása előtt. Ezért ezek a betegek megtévesztően stabil állapotúaknak tűnnek, életjeleikben minimális zavarokkal; habár perifériás perfúziójuk rossz. Az idős betegek, vagy a krónikus betegségben szenvedők vérveszteséggel szembeni toleranciája kisebb lehet, kevésbé képesek kompenzálni; és lehetséges, hogy gyógyszert szednek - például béta-blokkolókat, amelyek potenciálisan tompítják a szív-és érrendszeri választ. Ezen betegek vizsgálata odafigyelést igényel.

### Eredete
- Szájüreg
  - Vérhányás (hematemézis) - friss vér hányása.
  - Vérköhögés (hemoptízis) - vér felköhögése a tüdőből.
- Végbél
  - Hematokézia - rektális vérzés
- Kiválasztó szervrendszer
  - Vérvizelés (hematuria) - vér a vizeletben, húgyúti vérzésből eredően.
- Agykoponya
  - Koponyaűri vérzés - vérzés a koponyában.
  - Cerebrális vérzés - az agyszövet állományára is kiterjedő koponyaűri vérzés.
  - Intracerebrális vérzés - az agyban lévő véredény megrepedése által bekövetkező vérzés az agy állományában. 
  - Pókhálóhártya alatti vérzés(subarachnoidealis vérzés) (SAH) - a pókhálóhártya alatti résben/térben jelenlevő vérre utal, amely patologikus folyamat eredménye. A gyakran használt orvosi szakkifejezés, a SAH a nem traumás vérzésekre utal.
- Tüdő
  - Tüdővérzés (Pulmonalis hemorragia), ismétlődő kisebb vérzések következménye pulmonalis hemosiderosis
- Nőgyógyászati
  - Hüvelyi vérzés
    - Szülés utáni vérzés
    - Áttöréses vérzés

  - Petefészek vérzés. Potenciálisan katasztrofális/végzetes, és nem olyan ritka szövődmény[11] a transzvaginális petesejt kiszíváson (Petesejt aspiratio) átesett policisztás ovárium szindrómában szenvedő betegek körében.[12]
- Vérzés az emésztőrendszer felső szakaszából (nyelőcső vénatágulatból, gyomor- és nyombélfekélyből).

## Okai
A vérzés oka lehet traumás sérülés, mögöttes egészségügyi állapot, vagy ezek kombinációja.

### Traumás sérülés
A traumás vérzés oka valamilyen sérülés, melyekből több különbözőt különböztetünk meg. Ezek a következők:
- Horzsolás - egy idegen test keresztirányú mozgása a bőrön, általában nem hatol a hám alá.
- Felsértés - a horzsoláshoz hasonlóan a bőr mechanikai károsodása okozza, de előfordulhat mögöttes egészségügyi ok.
- Vérömleny (Hematoma) - a véredények sérülése, amely a vér helyi felgyülemléséhez vezet.
- Tompa seb - szabálytalan seb, amelyet egy tompa tárgy okoz, amely áthatol a kemény szöveten a lágy szövetig.
- Metszés - éles eszközzel behatolás a test szövetébe, vagy egy szervbe; például szikével orvosi beavatkozás, műtét során.
- Szúrt seb - olyan tárgy okozza, amely áthatol a bőrön, és az alatta lévő szöveteken; például szög, tű vagy kés.
- Zúzódás - (Contusio) a bőrfelület alatti szövet károsodása, amelyet tompa trauma okoz.
- Szakított seb - (Laceratio) extrém nagy erő behatás okozza, hatása nem jelentkezik azonnal.
- Lőtt seb - lőfegyver lövedéke okozta seb, amely magában foglalhat két külső sérülést (belépés és kilépés), illetve a kettő közti összefüggő sebet.

A sérülés mintája, értékelése és kezelése változik a keletkezési mechanizmustól függően. Tompa trauma a fájdalom és a belső szervek rázkódás miatti működészavara által kiváltott sokkhatáson keresztül is okoz sérülést: az energia egy adott területen oszlik el. A sérülések közvetlenül általában nem láthatóak, a sértetlen bőr komoly sérüléseket és belső vérzéseket is elrejthet. Az áthatoló trauma követi a kárt okozó idegen test útját. Mivel ez esetben az energia fókuszáltabb, ezért kis energia is jelentős sérülést idézhet elő. A test bármely szerve - beleértve a csontokat és az agyat - megsérülhet és vérezhet. A vérzés ténye nem mindig látható azonnal; a máj, a vese és a lép vérzésekor a hasüregbe jut(hat) a vér. Az egyetlen látható jel a vérveszteség. Egy testi nyílásból - például végbélnyílás, fül, orr - eredő vér jelezhet belső vérzést, erre azonban nem lehet támaszkodni. Az orvosi eljárásból eredő vérzések ugyanebbe a kategóriába esnek.

### Kóros állapot
Az „orvosi vérzés” megjelölés a mögöttes kóros állapot okozta vérzésre (pl.: olyan esetek, amikor a vérzést nem közvetlenül a trauma váltotta ki) utal. A vér alapvetően három módon juthat ki a véredényekből:
- Intravaszkuláris változások - változások a véredényeken belül (pl.: ↑ vérnyomás, ↓ véralvadás).
- Intramurális változások - változások a véredények falában (pl.: aneurizma (kóros értágulat), aortafal-szétválás (disszekáló aorta aneurizma), érfejlődési rendellenesség (arteriovenozus anasztomózi; shunt), vaszkulitis).
- Extravaszkuláris változások - a véredényeken kívüli változások (pl.: Helicobacter pylori fertőzés, agyi tályog,[13] agydaganat).

Bizonyos betegségek hajlamossá teszik a betegeket a vérzésre. Ez azt jelenti, hogy hatással vannak a szervezet normális vérzéscsillapító képességére. A vérzéscsillapító rendszer több komponenst foglal magában; fő összetevői a vérlemezkék, és a véralvadás folyamata.
A vérlemezkék a vér apró alkotóelemei, amelyek dugót alkotnak a véredények falán, így állítva meg a vérzést. A vérlemezkék emellett számos anyagot termelnek, amelyek serkentik a vérrög képződést. A megnövekedett vérzési kockázat egyik leggyakoribb oka a nem-szteroid gyulladáscsökkentő gyógyszereknek (NSAID) való kitettség. Ezen gyógyszerek alaptípusa az aszpirin, amely gátolja a tromboxán képződését. Az NSAID-k gátolják a vérlemezkék aktiválódását, így megnövelik a vérzés idejét és kockázatát. Az aszpirin hatása irreverzibilis, ennélfogva a gátló hatás mindaddig jelen van, amíg a vérlemezkék újra nem termelődnek (körülbelül tíz nap). Egyéb nem-szteroid gyulladáscsökkentők, mint például az ibuprofén és rokon szerek, reverzibilis hatásúak, ezért a vérlemezkékre gyakorolt hatásuk nem olyan hosszantartó.
Számos úgynevezett alvadási faktor komplex módon lép kölcsönhatásba egymással, hogy vérrögöt képezzen. Ezen alvadási faktorok hiányát a klinikai vérzéshez társítják. Például, a VIII-as faktor (Antihemofíliás globulin A) hiánya okozza a klasszikus vérzékenységet (hemofília A), míg a IX-es faktor (Christmas faktor) hiánya a "Christmas betegséget" (hemofília B). A VIII-as faktor antitestjei a VII-es faktort (Proconvertin) is inaktiválhatják, és vérkiválást okozhatnak, amelyet nagyon nehéz kontrollálni. Ez egy ritka állapot, amely legnagyobb valószínűséggel idősebb betegeknél és az autoimmun betegségben szenvedőknél fordul elő. A von Willebrand betegség egy másik gyakori vérzéses rendellenesség. Ennek oka a von Willebrand faktor hiánya, vagy abnormális működése, amely a trombociták aktivációjáért felel. Egyéb faktorok hiánya - például a XIII-as faktor vagy VII-es faktor - alkalmanként előfordul, de nem jár súlyos vérzéssel, és nem olyan gyakran diagnosztizált.
A NSAID gyógyszerek mellett, a vérzések másik gyakori oka a warfarinhoz (Coumadin és mások) köthető. Ezt a gyógyszert szigorúan kell ellenőrizni, mert a vérzés kockázatát jelentősen megnöveli, azáltal, hogy más gyógyszerekkel kölcsönhatásba lép. A warfarin hatása, hogy gátolja a K-vitamin termelést a bélben. A K-vitamin elengedhetetlen a II-es, VII-es, IX-es és X-es alvadási faktorok májban történő termelődéséhez. A warfarin tartalmú antibiotikumok megölik a K-vitamin termelő bélbaktériumokat; így a vitamin és a véralvadási faktorok szintje is lecsökken.
A vérlemezkék hiánya trombocita transzfúziót; míg az alvadási faktorok hiánya friss fagyasztott plazma, vagy specifikus alvadási faktor transzfúzióját teheti szükségessé.

## Vérzéstípusok és ellátásuk
A vérzés típusa szerint lehet artériás, vénás, kapilláris és belső vérzés.
Ellátása szorítókötéssel, nyomókötéssel, fedőkötéssel történhet, melyeknél a fertőtlenítés és a sterilitás kiemelten fontos.

## Vérzés a kultúrában
A drámák, krimik és háborús filmek szereplői gyakran erőszakos halált halnak, és a drámai hatás fokozására sok esetben vérzést is bemutatnak. Ezek során praktikusan művért szoktak alkalmazni, amely nem alvad meg.
A katolikus vallásban a Jézus végtagjain ejtett Szent Sebeket gyakran vérzéssel ábrázolják.

## Kapcsolódó lapok
- Vér
- Véralvadás
- Vérzékenység

## Fordítás
Ez a szócikk részben vagy egészben  a   Bleeding című angol Wikipédia-szócikk fordításán alapul.  Az eredeti cikk szerkesztőit annak laptörténete sorolja fel. Ez a jelzés csupán a megfogalmazás eredetét és a szerzői jogokat jelzi, nem szolgál a cikkben szereplő információk forrásmegjelöléseként.